# Nová Hlína
Nová Hlína – wieś stanowiąca część miasta Trzeboń w powiecie Jindřichův Hradec leżąca 4 km na północny zachód od Trzeboni.
Przez wieś przechodzi droga I/34. Znajduje się w niej 66 budynków mieszkalnych, liczy 110 mieszkańców.
We wsi urodził się Karel Čurda - czeski spadochroniarz, służący w czasie II wojny światowej w czechosłowackiej armii na uchodźstwie, członek grupy sabotażowej Out Distance a później nazistowski kolaborant.